# Championnats du monde de cross-country 1982
Navigation
Édition précédente Édition suivante
Les 10e Championnats du monde de cross-country IAAF  se déroulent le 21 mars 1982 à Rome en Italie. 380 athlètes de 33 pays ont participé.

## Résultats

### Cross long hommes

#### Individuel
| Médaille | Athlète                    | Temps       |
| Or       | Mohamed Kedir Éthiopie     | 33 min 40 s |
| Argent   | Alberto Salazar États-Unis | 33 min 44 s |
| Bronze   | Rod Dixon Nouvelle-Zélande | 34 min 01 s |

#### Équipes
| Médaille | Athlètes | Points  |
| Or       | Éthiopie Mohamed Kedir (1e) Eshetu Tura (6e) Wodajo Bulti (12e) Miruts Yifter (16e) Hana Girma (28e) Dereje Nedi (35e)            | 98 pts  |
| Argent   | Angleterre Mike McLeod (5e) Dave Clarke (9e) Hugh Jones (11e) Julian Goater (18e) Steve Kenyon (22e) Karl Harrison (49e)          | 114 pts |
| Bronze   | URSS Aleksandr Antipov (19e) Valeriy Sapon (24e) Enn Sellik (45e) Viktor Chumakov (46e) Yevgeniy Okorokov (52e) Toomas Turb (71e) | 257 pts |

### Course juniors hommes

#### Individuel
| Médaille | Athlète                  | Temps       |
| Or       | Zurbachev Gelaw Éthiopie | 22 min 45 s |
| Argent   | Adugna Lema Éthiopie     | 22 min 46 s |
| Bronze   | Stefano Mei Italie       | 22 min 48 s |

#### Équipes
| Médaille | Athlètes   | Points |
| Or       | Éthiopie   | 12 pts |
| Argent   | Italie     | 37 pts |
| Bronze   | États-Unis | 70 pts |

### Cross long femmes

#### Individuel
| Médaille | Athlète                 | Temps       |
| Or       | Maricica Puică Roumanie | 14 min 38 s |
| Argent   | Fita Lovin Roumanie     | 14 min 40 s |
| Bronze   | Grete Waitz Norvège     | 14 min 43 s |

#### Équipes
| Médaille | Athlètes                                                                                        | Points |
| Or       | URSS Yelena Sipatova (7e) Raisa Smekhnova (8e) Tatyana Pozdnyakova (11e) Galina Zakharova (18e) | 44 pts |
| Argent   | Italie Agnese Possamai (4e) Nadia Dandolo (9e) Cristina Tomasini (19e) Rita Marchisio (25e)     | 57 pts |
| Bronze   | Angleterre Ann Ford (13e) Paula Fudge (14e) Jane Furniss (16e) Ruth Smeeth (24e)                | 67 pts |